# ادرالز
ادرالز (به اسپانیایی: Adralés) یک منطقهٔ مسکونی در اسپانیا است که در آستوریاس واقع شده‌است.